# Quindalup
Quindalup is een plaats in de regio South West in West-Australië. Het ontstond midden de 19e eeuw als een nederzetting voor arbeiders in de houtindustrie.

## Geschiedenis
Begin jaren 1860 werd in de streek een houtzaagmolen gebouwd voor de houtindustrie. Het hout werd door middel van een aanlegsteiger uitgevoerd. McGibbon en Yelverton verwezen naar hun molen met de naam Quindalup. Op de houtzaagmolen werd een tweede verdieping aangebracht die als meelmolen diende en door dezelfde stoommachine werd aangedreven. Rondom de molen ontstond een nederzetting met onder meer scholen, een hoefsmid, een winkel en een kleedmaker.
Nadat gouverneur Weld het Colonial Office kon overtuigen bijkomende concessies te vergunnen bouwde Yelverton een bijkomende molen. De hele nederzetting verhuisde naar de nieuwe locatie. De plaats werd door een smalspoor met de aanlegsteiger verbonden. In 1880 kwam Yelverton om bij een arbeidsongeval. Zijn oudste zoon zou de molen nog 20 jaar in bedrijf houden.
In 1899 vroegen plaatselijke vissers de overheid om er een dorp te stichten. Datzelfde jaar nog werd Quindalup officieel gesticht. De naam is Aborigines van oorsprong en betekent "plaats van de gewone kortneusbuideldas".
De houten huisjes uit de jaren 1860 werden rond het jaar 2000 gerestaureerd. In de 'Harwoods Cottage' werd een koffiehuis gevestigd.

## Beschrijving
Quindalup maakt deel uit van het lokale bestuursgebied (LGA) City of Busselton, waarvan Busselton de hoofdplaats is.
De plaats heeft een trailerhelling.
In 2021 telde Quindalup 1.488 inwoners, tegenover 1.015 in 2006. Minder dan 5% van de bevolking is van inheemse afkomst.

## Ligging
Quindalup ligt op kaap Naturaliste, 250 kilometer ten zuidzuidwesten van de West-Australische hoofdstad Perth, 90 kilometer ten noorden van Augusta en 30 kilometer ten westen van het aan de Bussell Highway gelegen Busselton.

## Klimaat
De streek kent een gematigd mediterraan klimaat, Csb volgens de klimaatclassificatie van Köppen.